# Ataque al buque Patiño
La acción del 12 de enero de 2012 ocurrió cuando unos piratas somalíes intentaron atacar el buque de aprovisionamiento logístico de la Armada Española Patiño tras confundirlo con un barco mercante de gran tamaño. Un esquife pirata alcanzó al Patiño con disparos de armas automáticas antes de ser repelido, dañado por el fuego de respuesta y capturado tras una breve persecución por el helicóptero de la nave española. El encuentro tuvo lugar cerca de la costa de Somalia, y terminó con la muerte de uno de los asaltantes y la detención de otros seis.

## La acción
El Patiño había sido desplegado en el océano Índico para su segunda misión como parte de la Operación Atalanta de la Unión Europea (UE) desde noviembre de 2011, cuando partió desde su puerto base en Ferrol. Dentro de la operación, el barco español actuaba como el buque insignia de las fuerzas navales de la UE en aguas territoriales somalíes.
A las 03:30 de la mañana del 12 de enero de 2012, mientras se encontraba anclado tras escoltar a un barco del Programa Mundial de Alimentos cargado de ayuda humanitaria hacia Mogadiscio, un centinela a bordo del Patiño dio la voz de alerta cuando divisó un bote junto al casco del buque. Se trataba de un esquife tripulado por siete individuos, que abrieron fuego contra la unidad española con fusiles AK-47. Los piratas aparentemente confundieron el buque de guerra con un carguero. El Patiño fue alcanzado en su casco y chimenea por 50 disparos en el tiroteo que siguió, que duró al menos dos minutos. Desde el barco español se respondió al fuego con armamento ligero, pero cuando los piratas persistieron en la agresión, los marinos procedieron a "neutralizar" la amenaza en lo que el Ministerio español de Defensa describió como "fuego de autodefensa", con el cual obligaron al esquife a retirarse.
El bote a motor fue perseguido por el helicóptero SH-3 Sea King del Patiño durante 3000 yardas y advertido por megáfono hasta que se detuvo después de dos ráfagas desde la ametralladora del helicóptero. Durante la huida, los atacantes arrojaron por la borda tres escalas, dos mochilas y siete fusiles. El personal español capturó a seis hombres, de los cuales cinco estaban heridos, tres de ellos de gravedad. Los piratas declararon que un séptimo miembro de la tripulación murió en el intercambio de disparos y que su cadáver cayó al mar. El esquife, dañado por los disparos, fue confiscado por las autoridades españolas.

## Consecuencias
Eloy Velasco, juez de la Audiencia Nacional, ordenó que los detenidos fueran llevados a España para ser interrogados por cargos de piratería, posesión ilegal de armas, daño a la propiedad del gobierno y asalto a miembros de las fuerzas de seguridad. Velasco consideró que era posible juzgar el ataque en aguas internacionales debido a que fue llevado a cabo contra ciudadanos españoles y ningún acuerdo en vigor con un tercer país lo impedía. Desde mayo de 2009 había un acuerdo entre la Unión Europa y Kenia para juzgar en aquel país cualquiera acto de piratería cometido en el océano Índico, pero en 2010 el Tribunal Supremo keniata dictaminó que el gobierno de Kenia debía llevar a juicio sólo a los sujetos apresados en sus aguas territoriales. Sin embargo, el Tribunal de Apelación desestimó la decisión en octubre de 2012.
Los seis piratas fueron condenados el 30 de octubre de 2013 por la Audiencia Nacional a penas entre ocho y doce años. El 14 de abril de 2014, el Tribunal Supremo elevó las condenas de los condenados de 5 hasta los 10 años la condena por el delito de piratería, al considerar que este era consumado, y no en grado de tentativa. Mantuvo el resto de penas, con lo cual los cinco condenados a 8 años pasaron a estarlo a 13 años, y el condenado a 12, pasó a una condena de 17 años.